# Dzieje Polski (cykl książek Andrzeja Nowaka)
Dzieje Polski – seria książek historycznych autorstwa Andrzeja Nowaka opisująca historię Polski.
Seria ukazuje się nakładem krakowskiego wydawnictwa Biały Kruk. Pierwszy tom pt. Dzieje Polski. Skąd nasz ród ukazał się w maju 2014 roku. Opisuje on okres polskiej historii od zarania do roku 1202. Tom 1 otrzymał wiele nagród (m.in. nagrodę Książki Roku 2014 Magazynu Literackiego Książki i Biblioteki Narodowej, oraz Nagrodę Literacką im. Józefa Mackiewicza) i był omawiany w mediach.
Drugi tom serii ukazał się w grudniu 2015, z podtytułem Od rozbicia do nowej Polski i opisuje historię kraju w latach 1202–1340. Przy okazji premiery tego dzieła autor Andrzej Nowak zdradził, że odszedł od pierwotnej koncepcji dzieła 6-tomowego i planuje napisać 10 lub 11 części Dziejów Polski.
Trzeci tom ukazał się 24 marca 2017 i nosi podtytuł Królestwo zwycięskiego orła. Opisuje on lata 1340–1468, od rządów króla Kazimierza Wielkiego do panowania Kazimierza Jagiellończyka, kiedy to odbywa się pierwszy regularny Sejm, w którym udział wzięło po dwóch przedstawicieli wszystkich ziem (powiatów).
Czwarty tom ukazał się 25 listopada 2019 i nosi podtytuł Trudny złoty wiek. Skupia się na latach 1468–1572, czyli na okresie utrwalenia pozycji i wpływów Rzeczypospolitej na arenie międzynarodowej oraz procesie, który zwieńczy Unia Lubelska w 1569 roku. W opisanych w IV tomie Dziejów Polski ponad stu latach rozwój kraju jest wszechstronny. Gospodarczemu wzrostowi towarzyszy wciąż udoskonalana polska sztuka wojenna, a choć maleje znaczenie pospolitego ruszenia, to powstaje husaria, specyficznie polska formacja jazdy ciężkiej. Rozwija się Uniwersytet Krakowski, którego wychowankiem jest Mikołaj Kopernik. Rozwijają się miasta; już nie tylko Kraków i Gdańsk. Doskonali się język polski; powstają w nim rozmaite dzieła literackie. W Rzeczypospolitej na coraz szerszą skalę zauważalne są wpływy renesansu, który jest lokalnie przetwarzany i osiąga oryginalny wymiar. Rzeczpospolita staje się miejscem działania szeregu naukowców, artystów, rzemieślników z zagranicy. Autor mówi, że był to również „czas rozwoju polskiej kultury politycznej, specyficznej kultury obywatelskiej, republikańskiej i wolności, jakiej nie było w żadnym innym kraju europejskim tamtego czasu”.
11 listopada 2019 r. prezydent Andrzej Duda odznaczył Andrzeja Nowaka Orderem Orła Białego „w uznaniu za wybitne działania na polu historii, za propagowanie wartości patriotycznych, za osiągnięcia w dziedzinie nauk humanistyczno-społecznych oraz popularyzowanie polskiej myśli naukowej na świecie”. 16 listopada 2020 r. Andrzej Nowak otrzymał Nagrodę Mediów Publicznych w kategorii „Słowo” za Dzieje Polski. Głoszący laudację Krzysztof Masłoń stwierdził, że „Dzieje Polski są najważniejszą polską książką po 1989 r.”
Piąty tom ukazał się 25 listopada 2021 r., nosi podtytuł "Imperium Rzeczypospolitej" i opisuje lata 1572-1632. Oficjalna premiera z udziałem Andrzeja Nowaka, prof. Krzysztofa Ożoga, prof. Wojciecha Polaka, Haliny Łabonarskiej i Anny Popek odbyła się 30 listopada w krakowskim Teatrze Słowackiego. W piątym tomie "Dziejów Polski" Andrzej Nowak proponuje nowe spojrzenie na początek ery królów elekcyjnych: „W V tomie spoglądam nieco inaczej niż wcześniejsi historycy na epokę Stefana Batorego i Jana Zamoyskiego - postaci często traktowanych jako pomnikowe. Nie jestem antybrązownikiem, nie lubię pisać źle o ludziach, ale pewne aspekty przemian politycznych owego czasu postrzegam jednak bardzo krytycznie. Uważam, że kryzys Rzeczypospolitej rozpoczął się od tej epoki”. 
W rozmowie z miesięcznikiem „Wpis” z czerwca 2021 r. Andrzej Nowak przyznał, że rozważa rozszerzenie całej serii w taki sposób, że ostatecznie może powstać łącznie 12 tomów. 
Szósty tom Dziejów Polski, który ukazał się 16 listopada 2023 r. poświęcony jest latom 1632-1673 i nosi podtytuł Potop i Ogień.

## Wydane dotychczas tomy
- Tom 1: do 1202 Skąd nasz ród (2014)
- Tom 2: 1202–1340 Od rozbicia do nowej Polski (2015)
- Tom 3: 1340–1468 Królestwo zwycięskiego orła (2017)
- Tom 4: 1468–1572 Trudny złoty wiek (2019)
- Tom 5: 1572–1632 Imperium Rzeczypospolitej (2021)
- Tom 6: 1632-1673 Potop i ogień (2023)